# Lorenzo Sabine
Lorenzo Sabine (* 28. Februar 1803 in Lisbon, New Hampshire; † 14. April 1877 in Roxbury, Massachusetts) war ein US-amerikanischer Politiker. In den Jahren 1852 und 1853 vertrat er den Bundesstaat Massachusetts im US-Repräsentantenhaus.

## Werdegang
Im Jahr 1811 zog Lorenzo Sabine mit seinen Eltern nach Boston in Massachusetts. Drei Jahre später zog die Familie nach Hampden im heutigen Maine weiter. Sabine besuchte die öffentlichen Schulen seiner jeweiligen Heimat. Im Alter von 18 Jahren zog Sabine nach Eastport in Maine. Dort war er als Angestellter und im Handel tätig. Außerdem gab er die Zeitung „Eastport Sentinel“ heraus. Gleichzeitig schlug er eine politische Laufbahn ein. In den Jahren 1833 und 1834 saß Sabine als Abgeordneter im Repräsentantenhaus von Maine. Von 1841 bis 1843 war er stellvertretender Leiter der Zollverwaltung in Eastport. Seit 1848 lebte er in Framingham (Massachusetts), wo er als Strafrichter fungierte.
Politisch wurde Sabine Mitglied der Whig Party. Nach dem Tod des Kongressabgeordneten Benjamin Thompson wurde er bei der fälligen Nachwahl für den vierten Sitz von Massachusetts als dessen Nachfolger in das US-Repräsentantenhaus in Washington, D.C. gewählt, wo er am 13. Dezember 1852 sein neues Mandat antrat. Da er auf eine Wiederwahl verzichtete, konnte er bis zum 3. März 1853 nur die laufende Legislaturperioden im Kongress beenden.
Nach dem Ende seiner Zeit im US-Repräsentantenhaus zog Lorenzo Sabine nach Roxbury. In den folgenden Jahren arbeitete er als Sekretär für die Handelskommission der Stadt Boston und das US-Finanzministerium. Er starb am 14. April 1877 in Roxbury.